# Ska punk
Ska punk er en fusion mellem jamaicansk skamusik og britisk/amerikansk punk. Typiske ska punk-bands bruger guitar, trommer, bas og saxofoner.
Genren er generelt kendetegnet ved at være punk i højt tempo krydret med blæseinstrumenter og skamusikkens off-beat-anslag, om end off-beatet ikke er brugt af alle ska punk musikere.
Ska punk er nært beslægtet med Ska-Core, men ska-punken er kendetegnet ved en tættere tilknytning til den traditionelle skamusik end tilfældet er for ska-coren. 